# Fil Bo Riva

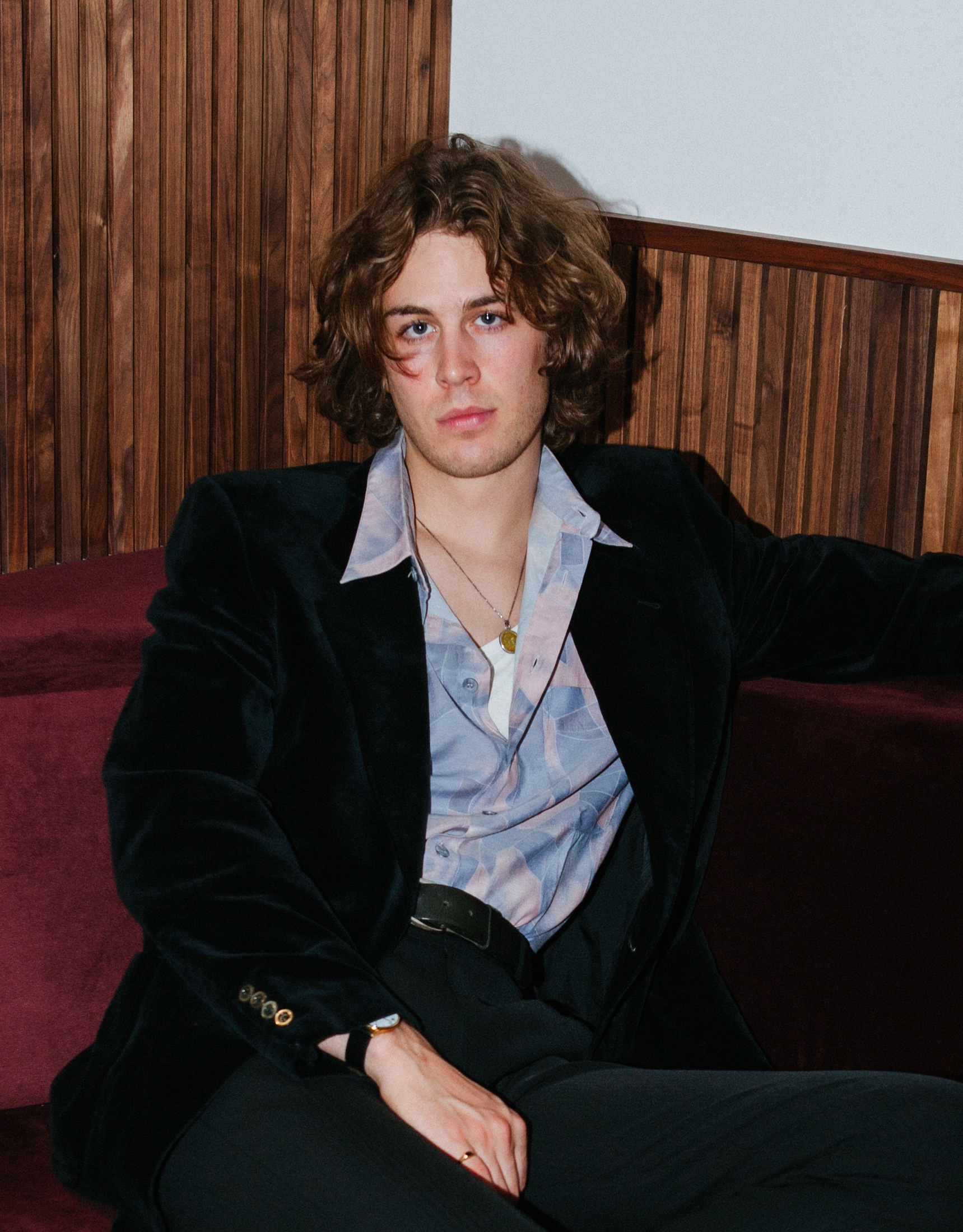
Fil Bo Riva (2018)

Fil Bo Riva (* 1992 oder 1993 als Filippo Bonamici in Rom) ist ein italienischer Sänger, Songwriter und Musiker.

## Leben
Filippo Bonamici wurde als Sohn eines italienischen Vaters und einer deutschen Mutter in Rom geboren. Mit 10 Jahren lernte er Gitarre spielen. Er war Mitglied in mehreren kleinen Bands. Weil seine schulischen Leistungen unter seinen musikalischen Engagements litten, schickten ihn seine Eltern auf ein Internat in Irland. Nach dem Abitur lebte er kurze Zeit in Madrid und kehrte dann nach Rom zurück. Anschließend bewarb er sich für den Studiengang Produktdesign an der Universität der Künste Berlin und zog 2012 nach bestandener Aufnahmeprüfung nach Berlin.
2014 brach er sein Studium ab, konzentrierte sich auf das Musikmachen und trat als Straßenmusiker auf. Dabei lernte er den Gitarristen Felix A. Remm kennen, mit dem er fortan gemeinsam Musik komponierte. Die Zusammenarbeit der beiden Musiker ist laut Bonamici eher ein „Projekt, in dem zwei Freunde ihre Leidenschaften kombinieren“ und keine Band. Unterstützt wurden die beiden vom Mighty-Oaks-Produzenten Robert „Robbie“ Stephenson.
Fil Bo Riva trat 2015 im Vorprogramm von AnnenMayKantereit auf. Ein Jahr später erschien die EP If You're Right, It's Alright. Es folgten eine Tour mit Joan As Police Woman und Auftritte beim The Great Escape Festival, Eurosonic Noorderslag und Montreux Jazz Festival. 2019 wurde Fil Bo Riva für den Music Moves Europe Talent Award nominiert.
Im selben Jahr erschien Fil Bo Rivas Debütalbum Beautiful Sadness auf Humming Records.
Am 20. September 2024 erschien Fil Bo Rivas zweites Studioalbum Modern Melancholia über das Label Vertigo Berlin.

## Diskografie (Auswahl)
Album
- 2019: Beautiful Sadness (Humming Records)
- 2024: Modern Melancholia (Vertigo, Universal Music Group)

EP
- 2016: If You're Right, It's Alright (Humming Records)
- 2019: Beautiful Sadness (Acoustic EP)

Singles
- 2016: Like Eye Did
- 2016: Franzis
- 2017: The Falling (Live Version)
- 2017: Head Sonata (Love Control)
- 2018: Blindmaker
- 2018: Time is your gun
- 2018: Go Rilla
- 2018: L'over
- 2019: Go Rilla (Acoustic Version)
- 2019: L'impossibile (Mahogany Sessions)
- 2019: Head Sonata (Acoustic Version)
- 2020: Cold Mine
- 2021: Solo
- 2022: postcard from Berlin
- 2022: grapejuice
- 2023: Killer Queen
- 2023: Killer Queen (AVAION Remix)
- 2023: Trippin Over Guns at Sunset
- 2024: Lost in Life
- 2024: Lost in Life (Roosevelt Remix)
- 2024: I Like You
- 2024: God Is a Freak
- 2024: I‘m Fine (Alone Again)